# Ipomoea rhomboidea
Ipomoea rhomboidea är en vindeväxtart som beskrevs av Homer Doliver House. Ipomoea rhomboidea ingår i släktet praktvindor, och familjen vindeväxter. Inga underarter finns listade i Catalogue of Life.